# Femke Markus
Femke Markus (* 17. November 1996 in Diemen) ist eine niederländische Radrennfahrerin und ehemalige Eisschnellläuferin
Ihre jüngere Schwester Roos Markus und ihre ältere Schwester Riejanne Markus sind ebenfalls im Radsport aktiv.

## Eisschnelllauf

### Persönliche Eisschnelllaufrekorde
| Strecke    | Zeit    | Datum            | Eislaufbahn  |
| ---------- | ------- | ---------------- | ------------ |
| 500 Meter  | 41,01   | 17. März 2017    | Olympic Oval |
| 1000 Meter | 1:18,56 | 18. März 2017    | Olympic Oval |
| 1500 Meter | 2:01,00 | 21. Januar 2017  | Heerenveen   |
| 3000 Meter | 4:11,60 | 17. März 2017    | Olympic Oval |
| 5000 Meter | 7:10,97 | 29. Oktober 2017 | Heerenveen   |

## Erfolge im Radsport
2022
Leiedal Koerse